# 10-й участок (аэродром)

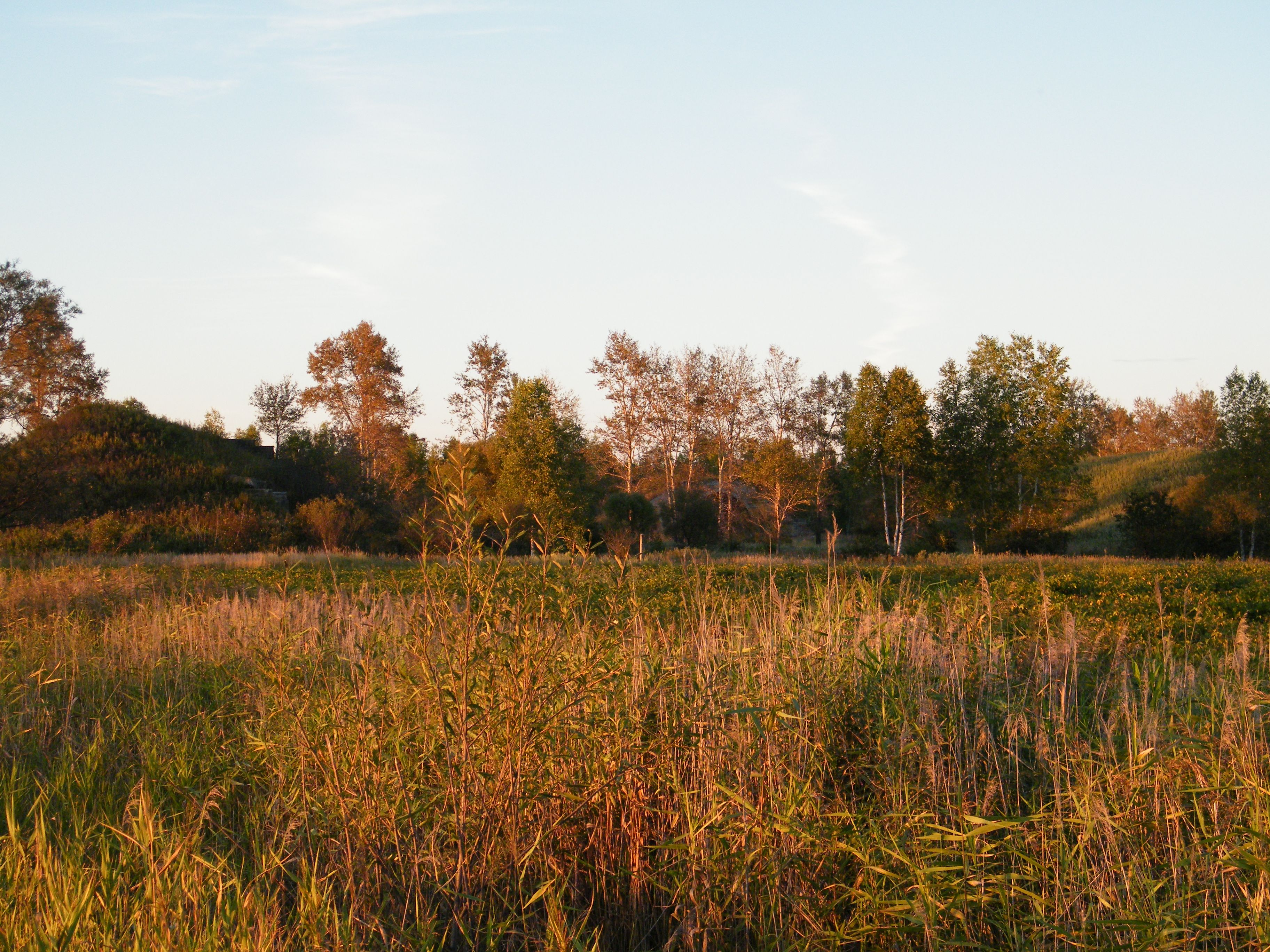
Самолётные капониры у села Калинка

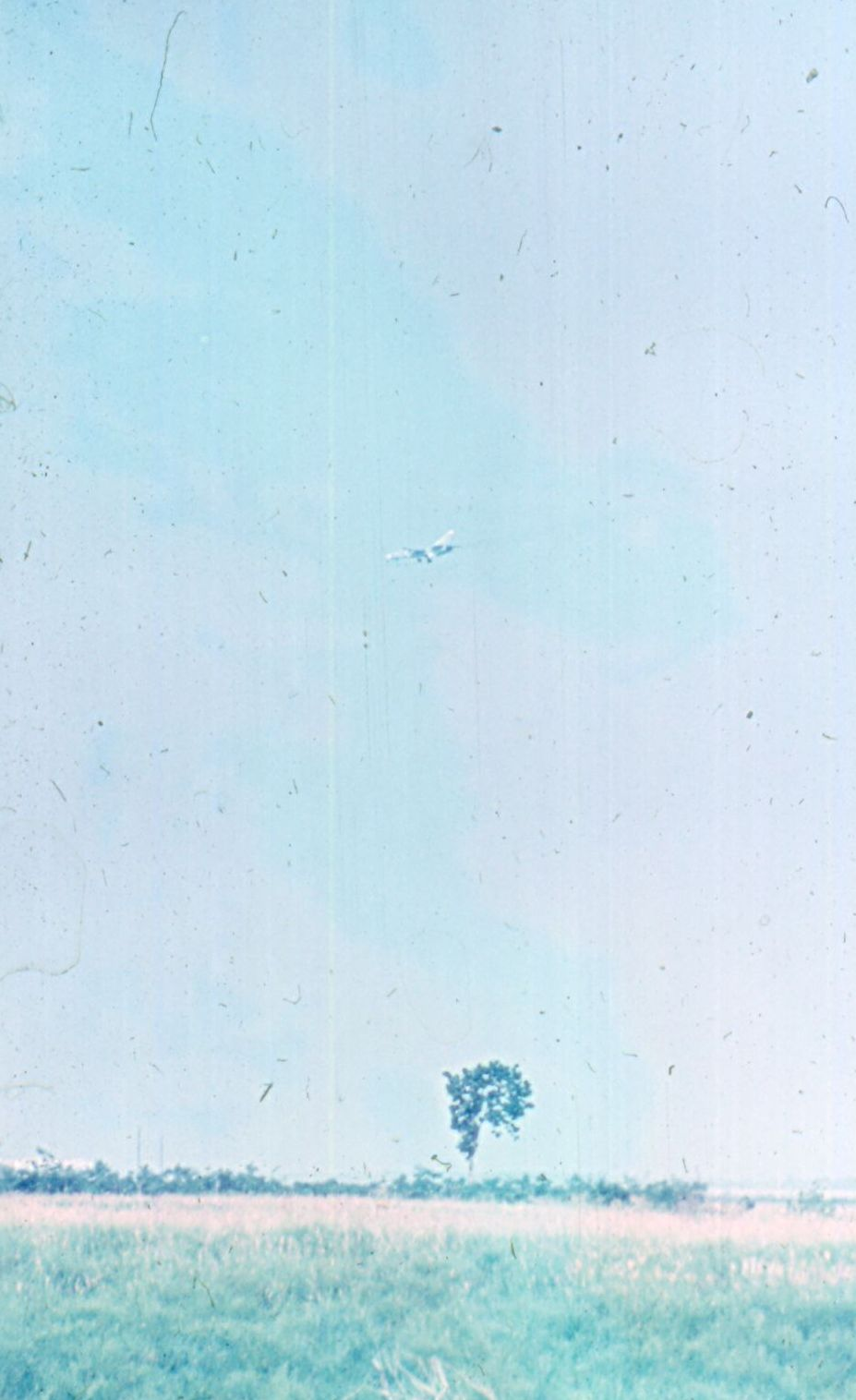
Долина реки Сита, 1982 год. Су-24 заходит на посадку.

10-й участок (Калинка) — аэродром совместного базирования в Хабаровском крае, расположенный на расстоянии 2350 м на юго-запад от села Калинка Сергеевского сельского поселения Хабаровского края.

## История аэродрома
- На аэродроме в период с ноября 1948 года по октябрь 1952 года дислоцировался[2] 582-й истребительный авиационный полк на самолётах Ла-7 (1948—1950), Р-63 Кингкобра (1950) и МиГ-15 (1950—1952). В октябре 1950 года перебазировался на аэродром Дэншахэ (Китай).
- В период с июня 1948 года до расформирования в 1994 году на аэродроме базировался 301-й истребительный авиационный полк ПВО в/ч 65383 на самолётах Як-9, Як-11, P-63 Kingcobra (1953—1953), МиГ-15 (03.1953 — 1955), МиГ-17 (09.1953 — 1962), Су-9 (02.1962 — 1976), МиГ-23 М, МЛД (1976—1994).
- В период с 1968 года до расформирования в 1988 году на аэродроме базировался 26-й гвардейский авиационный полк истребителей-бомбардировщиков (26-й гвардейский бомбардировочный авиационный полк с 1979 года) в/ч 55743 на самолётах МиГ-17 (1968—1972), Су-17 (1972—1979), Су-24 (1979—1988).
- В период с 1988 по 1998 гг. базировался 216-й истребительный авиационный полк в/ч 27984 на самолётах Су-27. Полк расформирован в 1998 году.
- Управление 28-й истребительной авиационной дивизии в/ч 32883. Дивизия была сформирована в 1980 году на аэр. 10 участок. Дивизия расформирована 01.04.1998 г.
- ?? отдельный батальон связи и РТО в/ч 03089
- 50-й отдельный батальон аэродромно-технического обеспечения в/ч 45168
- ?? отдельная рота связи в/ч 06938 (с 1972 г по ??)

С 2010 года аэродром в военных целях не используется. На аэродроме базировались: МОО «Федерация авиационного спорта Дальнего Востока», НП «ЧелАвиа-Восток», представительство Хабаровского краевого регионального отделения АОПА-Россия, Общероссийская общественно-государственная организация «Добровольное общество содействия армии, авиации и флоту России».
- С 2024 г. — Хабаровский краевой аэроклуб.

## Интересный факт
В гарнизоне Калинка в 26-м гв. авиационном полку служил Титов Герман Степанович. Именно отсюда он был направлен в отряд космонавтов.

## Аварии и происшествия
- 1 марта 1977 года. Посадка до полосы самолёта УТИ МиГ-15 из-за выработки топлива, один лётчик погиб, второй жив.
- 1987 год. На втором развороте круга пропал самолёт МиГ-23 заместителя командира эскадрильи 301-го полка. Поиски самолёта и лётчика результата не дали.
- 18 мая 1990 года ночью в СМУ произошла авария самолета МиГ-23М, пилотируемого начальником штаба авиационной эскадрильи военным летчиком 2 класса капитаном Цукановым Г. А. При выполнении упражнения № 80 КБП АПВО ИОН-86 — воздушный бой в облаках на средней высоте произошла остановка двигателя предположительно из-за отказа в топливной системе самолёта. Лётчик успешно катапультировался.
- 6 февраля 1991 года на самолёте Су-27 разбился заместитель командующего 11-й армии ВВС и ПВО по боевой подготовке. Самолёт столкнулся с сопкой при полёте в СМУ на малой высоте. Самолёт бортовой 08, сер. № 18617, принадлежал 216-му авиаполку, аэр. 10 участок.
- 1991 год. В ТЭЧ 216-го АП при открытии ворот ангара сорвалась воротина и убила проходившего мимо лейтенанта
- фронтовой бомбардировочный полк использовал эту же ТЭЧ и расположение полка.
- 20.03.1992 год. При тушении пожара штаба 216-го полка погиб лётчик.
- 11 августа 1994 года, катастрофа Су-27, лётчик погиб.
- В 1997 году сотрудниками ФСБ РФ в г. Хабаровске проведена операция по поимке лиц, продававших гражданам Китая блоки с самолётов Су-27. Преступниками оказались военнослужащие 216-го истребительного полка с аэродрома 10-й участок.